# دوري السوبر الإندونيسي 2018
دوري السوبر الإندونيسي 2018 (بالإندونيسية: Liga 1 2018)‏ هو موسم من دوري السوبر الإندونيسي. أقيم خلال الفترة 23 مارس 2018 وحتى 9 ديسمبر 2018، وكان عدد الأندية المشاركة فيه 18، وفاز فيه برسيجا جاكارتا.